# تصویر اچ‌کیو

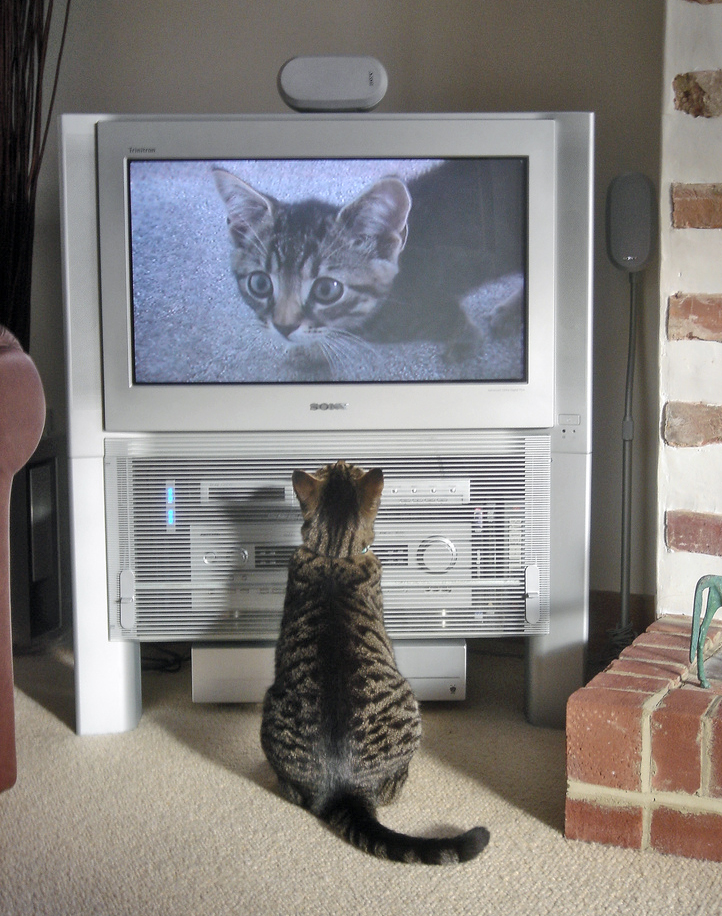
تصویری از اچ‌کیو در سال ۲۰۰۴

اچ‌کیو (به انگلیسی: HQ) یک نوع وضوح تصویر بالا است. این وضوح بالاتر از اچ‌دی (HD) و پایین تر از ۴کی (4K UHD) قرار دارد. 
کیفیت HQ دارای حدوداً 2000 پیکسل در هر رزولیشن افقی است که اندازه تصویر آن 1080×1920 یا اصطلاحاً 1080hq می‌باشد. 
کیفیت اچ‌کیو از صدا و وضوح تصویر مناسبی برخوردار است اما استفاده آن در دنیا،هنوز رایج نشده است و در ایران حدوداً 2 سال است که در شرکت‌های پخش فیلم و سریال جهت ریلیز با فرِیم رِیت بالاتری نسبت به کیفیت 1080p فول‌اچ‌دی استفاده می‌شود.
البته سریال ها و فیلم های شبکه خانگی به صورت کیفیت HQ در سایت های مختلف عرضه می شوند و در ایران شبکه های تلویزیونی ماهواره ای مانند شبکه ۳ از کیفیت HQ جدیدا برخوردار شده اند.حجم فیلم های با کیفیت HQ حدودا (برای یک فیلم پنجاه دقیقه ای)بین ۱/۱ و ۱/۵ گیگابایت است.